# Jean Wiersch
Jean Wiersch (* 30. Mai 1963 in Brandenburg an der Havel, DDR) ist deutscher Polizeibeamter und Schriftsteller.

## Leben
Wiersch wuchs im Ortsteil Grüningen der Gemeinde Wenzlow (Kreis Brandenburg) auf und besuchte von 1977 bis 1981 die Erweiterte Oberschule in Ziesar. Nach dem Abitur wurde er ab 1981 in Stralsund an der Offiziershochschule „Karl Liebknecht“ der Volksmarine der DDR zum Nautischen Offizier ausgebildet. Er diente jedoch nicht auf einem Schiff, sondern wechselte bald zu den Kampfschwimmern und diente dort bis 1990.
1994 trat er in die Polizei Brandenburg ein, studierte abermals, und war u. a. Leiter der Polizeiwache in Rathenow. Anfang 2009 wechselte Wiersch ins  Ministerium des Innern nach Potsdam. Seit 2011 arbeitet er im Führungsstab der Polizeidirektion Brandenburg an der Havel.
Neben seiner beruflichen Karriere entdeckte Wiersch sein Faible für die Schriftstellerei und entwickelte Kriminalgeschichten. Mit Hilfe seiner Frau Kerstin, einer Bauingenieurin, die auch seine Literaturagentin ist, veröffentlichte er seit 2007 seine Krimireihe aus dem Brandenburger Raum. Er war einige Jahre Mitglied im Syndikat, der Autorengruppe deutschsprachiger Kriminalliteratur.
Wierschs bisherige Erzählungen um den Kommissar Andrea Manzetti handeln zu großen Teilen in der Stadt Brandenburg an der Havel und ihrer Umgebung, wobei Wiersch stets reale Schauplätze verwendet.
Er ist verheiratet und lebt nach Jahren in seiner Geburtsstadt seit 2011 in Ketzür (Gemeinde Beetzseeheide).

## Werke
- Havelwasser. Roman. Prolibris Verlag, Kassel 2007, ISBN 978-3-935263-45-0
- Havelsymphonie. Roman. Prolibris Verlag, Kassel 2008, ISBN 978-3-935263-58-0
- Haveljagd. Roman. Prolibris Verlag, Kassel 2009, ISBN 978-3-935263-66-5
- Havelgeister. Roman. Prolibris Verlag, Kassel 2011, ISBN 978-3-935263-87-0
- Havelbande. Roman. Prolibris Verlag, Kassel 2015, ISBN 978-3954751044
- Havelgift. Roman. Prolibris Verlag, Kassel 2017, ISBN 978-3954751488
- Havelreime. Roman. Prolibris Verlag, Kassel 2018, ISBN 978-3954751853
- Haveldorf. Roman. Prolibris Verlag, Kassel 2022, ISBN 978-3954752409